# Bailey Peacock-Farrell
Bailey Peacock-Farrell (Darlington, 29 ottobre 1996) è un calciatore nordirlandese, portiere del Blackpool in prestito dal Birmingham City e della nazionale nordirlandese.

## Carriera

### Club

#### Inizi, Leeds United e York City
Cresciuto nel settore giovanile del Middlesbrough, nel 2013 passa al Leeds Utd, con cui nel 2015 firma il primo contratto professionistico. Esordisce in prima squadra il 5 aprile 2016, nel pareggio casalingo ottenuto contro il QPR. Dopo aver prolungato fino al 2020, il 12 ottobre 2017 viene ceduto in prestito mensile allo York City, con cui colleziona quattro presenze.
Rientrato al Leeds, dal marzo successivo si impone come portiere titolare della squadra, venendo nominato come miglior giovane del club.

#### Burnley e prestiti allo Sheffield Wednesday e all'Aarhus
Il 2 agosto 2019 viene acquistato dal Burnley a titolo definitivo. Debutta con i clarets il 23 settembre 2020 in Coppa di Lega nel successo per 0-2 contro il Millwall. Il 28 dicembre seguente debutta in Premier League nella sconfitta per 5-0 contro il Manchester City.
Il 27 luglio 2021 viene ceduto in prestito allo Sheffield Weds.
A fine prestito, fa ritorno al Burnley, in cui milita per un anno da secondo portiere, dietro ad Arijanet Murić.
Il 24 luglio 2023, viene ceduto in prestito all'Aarhus, nella massima serie danese.

#### Birmingham City
Il 30 giugno 2024, viene ingaggiato a titolo definitivo dal Birmingham City, neo-retrocesso in League One, con cui firma un contratto quadriennale.

### Nazionale
Ha debuttato con la nazionale Under-21 nordirlandese il 26 marzo 2018, in occasione della partita pareggiata per 0-0 contro l'Islanda, valida per le qualificazioni all'Europeo 2019, salvando il risultato con numerosi interventi.
L'esordio con la nazionale maggiore è invece avvenuto il 29 maggio, nell'amichevole pareggiata contro Panama. Era stato approciato anche dalla nazionale inglese, rinunciando per continuare a giocare con l'Irlanda del Nord, di cui diventa titolare in pianta stabile.

## Statistiche

### Presenze e reti nei club
Statistiche aggiornate al 1º luglio 2024.
| Stagione         | Squadra          | Campionato       | Campionato | Campionato | Coppe nazionali | Coppe nazionali | Coppe nazionali | Coppe continentali | Coppe continentali | Coppe continentali | Altre coppe | Altre coppe | Altre coppe | Totale | Totale | Totale |
| Stagione         | Squadra          | Comp             | Pres       | Reti       | Comp            | Pres            | Reti            | Comp               | Pres               | Reti               | Comp        | Pres        | Reti        | Pres   | Reti   |        |
| ---------------- | ---------------- | ---------------- | ---------- | ---------- | --------------- | --------------- | --------------- | ------------------ | ------------------ | ------------------ | ----------- | ----------- | ----------- | ------ | ------ | ------ |
| 2015-2016        | Leeds Utd        | FLC              | 1          | -1         | FACup+CdL       | 0+0             | 0               | -                  | -                  | -                  | -           | -           | -           | 1      | -1     |        |
| 2016-2017        | Leeds Utd        | FLC              | 0          | 0          | FACup+CdL       | 0+0             | 0               | -                  | -                  | -                  | -           | -           | -           | 0      | 0      |        |
| ott.-nov. 2017   | York City        | NL               | 4          | -9         | -               | -               | -               | -                  | -                  | -                  | -           | -           | -           | 4      | -9     |        |
| nov. 2017-2018   | Leeds Utd        | FLC              | 11         | -18        | FACup+CdL       | 0+0             | 0               | -                  | -                  | -                  | -           | -           | -           | 11     | -18    |        |
| 2018-2019        | Leeds Utd        | FLC              | 28         | -32        | FACup+CdL       | 1+0             | -2+ 0           | -                  | -                  | -                  | -           | -           | -           | 29     | -34    |        |
| Totale Leeds Utd | Totale Leeds Utd | Totale Leeds Utd | 40         | -51        |                 | 1               | -2              |                    | -                  | -                  |             | -           | -           | 41     | -53    |        |
| 2019-2020        | Burnley          | PL               | 0          | 0          | FACup+CdL       | 0               | 0               | -                  | -                  | -                  | -           | -           | -           | 0      | 0      |        |
| 2020-2021        | Burnley          | PL               | 4          | -14        | FACup+CdL       | 2+2             | -2 + -3         | -                  | -                  | -                  | -           | -           | -           | 8      | -19    |        |
| 2021-2022        | Sheffield Weds   | FL1              | 43+2       | -47+-2     | FACup+CdL       | 1+1             | 0               | -                  | -                  | -                  | -           | -           | -           | 47     | -49    |        |
| 2022-2023        | Burnley          | FLC              | 8          | -4         | FACup+CdL       | 5+3             | -9 + -3         | -                  | -                  | -                  | -           | -           | -           | 16     | -16    |        |
| Totale Burnley   | Totale Burnley   | Totale Burnley   | 12         | -18        |                 | 12              | -17             |                    | -                  | -                  |             | -           | -           | 24     | -35    |        |
| 2023-2024        | Aarhus           | SL               | 21         | -35        | CD              | 6               | -5              | UECL               | 1                  | 0                  | -           | -           | -           | 28     | -40    |        |
| 2024-2025        | Birmingham City  | FL1              | 0          | 0          | FACup+CdL       |                 |                 | -                  | -                  | -                  | -           | -           | -           | 0      | 0      |        |
| Totale carriera  | Totale carriera  | Totale carriera  | 114        | -158       |                 | 21              | -24             |                    | 1                  | 0                  |             | -           | -           | 136    | -182   |        |

### Cronologia presenze e reti in nazionale
| Cronologia completa delle presenze e delle reti in nazionale ― Irlanda del Nord | Cronologia completa delle presenze e delle reti in nazionale ― Irlanda del Nord | Cronologia completa delle presenze e delle reti in nazionale ― Irlanda del Nord | Cronologia completa delle presenze e delle reti in nazionale ― Irlanda del Nord | Cronologia completa delle presenze e delle reti in nazionale ― Irlanda del Nord | Cronologia completa delle presenze e delle reti in nazionale ― Irlanda del Nord | Cronologia completa delle presenze e delle reti in nazionale ― Irlanda del Nord | Cronologia completa delle presenze e delle reti in nazionale ― Irlanda del Nord |
| Data                                                                            | Città                                                                           | In casa                                                                         | Risultato                                                                       | Ospiti                                                                          | Competizione                                                                    | Reti                                                                            | Note                                                                            |
| ------------------------------------------------------------------------------- | ------------------------------------------------------------------------------- | ------------------------------------------------------------------------------- | ------------------------------------------------------------------------------- | ------------------------------------------------------------------------------- | ------------------------------------------------------------------------------- | ------------------------------------------------------------------------------- | ------------------------------------------------------------------------------- |
| 29-5-2018                                                                       | Panama                                                                          | Panama                                                                          | 0 – 0                                                                           | Irlanda del Nord                                                                | Amichevole                                                                      | -                                                                               | 46’                                                                             |
| 8-9-2018                                                                        | Belfast                                                                         | Irlanda del Nord                                                                | 1 – 2                                                                           | Bosnia ed Erzegovina                                                            | UEFA Nations League 2018-2019 - 1º turno                                        | -2                                                                              |                                                                                 |
| 12-10-2018                                                                      | Vienna                                                                          | Austria                                                                         | 1 – 0                                                                           | Irlanda del Nord                                                                | UEFA Nations League 2018-2019 - 1º turno                                        | -1                                                                              |                                                                                 |
| 15-10-2018                                                                      | Sarajevo                                                                        | Bosnia ed Erzegovina                                                            | 2 – 0                                                                           | Irlanda del Nord                                                                | UEFA Nations League 2018-2019 - 1º turno                                        | -2                                                                              |                                                                                 |
| 15-11-2018                                                                      | Dublino                                                                         | Irlanda                                                                         | 0 – 0                                                                           | Irlanda del Nord                                                                | Amichevole                                                                      | -                                                                               |                                                                                 |
| 21-3-2019                                                                       | Belfast                                                                         | Irlanda del Nord                                                                | 2 – 0                                                                           | Estonia                                                                         | Qual. Euro 2020                                                                 | -                                                                               |                                                                                 |
| 24-3-2019                                                                       | Belfast                                                                         | Irlanda del Nord                                                                | 2 – 1                                                                           | Bielorussia                                                                     | Qual. Euro 2020                                                                 | -1                                                                              |                                                                                 |
| 8-6-2019                                                                        | Tallinn                                                                         | Estonia                                                                         | 1 – 2                                                                           | Irlanda del Nord                                                                | Qual. Euro 2020                                                                 | -1                                                                              |                                                                                 |
| 11-6-2019                                                                       | Barysaŭ                                                                         | Bielorussia                                                                     | 0 – 1                                                                           | Irlanda del Nord                                                                | Qual. Euro 2020                                                                 | -                                                                               |                                                                                 |
| 5-9-2019                                                                        | Belfast                                                                         | Irlanda del Nord                                                                | 1 – 0                                                                           | Lussemburgo                                                                     | Amichevole                                                                      | -                                                                               | 67’                                                                             |
| 9-9-2019                                                                        | Belfast                                                                         | Irlanda del Nord                                                                | 0 – 2                                                                           | Germania                                                                        | Qual. Euro 2020                                                                 | -2                                                                              |                                                                                 |
| 10-10-2019                                                                      | Rotterdam                                                                       | Paesi Bassi                                                                     | 3 – 1                                                                           | Irlanda del Nord                                                                | Qual. Euro 2020                                                                 | -3                                                                              | 53’                                                                             |
| 16-11-2019                                                                      | Belfast                                                                         | Irlanda del Nord                                                                | 0 – 0                                                                           | Paesi Bassi                                                                     | Qual. Euro 2020                                                                 | -                                                                               |                                                                                 |
| 19-11-2019                                                                      | Francoforte sul Meno                                                            | Germania                                                                        | 6 – 1                                                                           | Irlanda del Nord                                                                | Qual. Euro 2020                                                                 | -6                                                                              |                                                                                 |
| 4-9-2020                                                                        | Bucarest                                                                        | Romania                                                                         | 1 – 1                                                                           | Irlanda del Nord                                                                | UEFA Nations League 2020-2021 - 1º turno                                        | -1                                                                              |                                                                                 |
| 7-9-2020                                                                        | Belfast                                                                         | Irlanda del Nord                                                                | 1 – 5                                                                           | Norvegia                                                                        | UEFA Nations League 2020-2021 - 1º turno                                        | -5                                                                              |                                                                                 |
| 8-10-2020                                                                       | Sarajevo                                                                        | Bosnia ed Erzegovina                                                            | 1 – 1 dts (3 – 4 dtr)                                                           | Irlanda del Nord                                                                | Qual. Euro 2020                                                                 | -1                                                                              |                                                                                 |
| 12-11-2020                                                                      | Belfast                                                                         | Irlanda del Nord                                                                | 1 – 2 dts                                                                       | Slovacchia                                                                      | Qual. Euro 2020                                                                 | -2                                                                              |                                                                                 |
| 18-11-2020                                                                      | Belfast                                                                         | Irlanda del Nord                                                                | 1 – 1                                                                           | Romania                                                                         | UEFA Nations League 2020-2021 - 1º turno                                        | -1                                                                              |                                                                                 |
| 25-3-2021                                                                       | Parma                                                                           | Italia                                                                          | 2 – 0                                                                           | Irlanda del Nord                                                                | Qual. Mondiali 2022                                                             | -2                                                                              |                                                                                 |
| 31-3-2021                                                                       | Belfast                                                                         | Irlanda del Nord                                                                | 0 – 0                                                                           | Bulgaria                                                                        | Qual. Mondiali 2022                                                             | -                                                                               |                                                                                 |
| 30-5-2021                                                                       | Klagenfurt am Wörthersee                                                        | Irlanda del Nord                                                                | 3 – 0                                                                           | Malta                                                                           | Amichevole                                                                      | -                                                                               |                                                                                 |
| 3-6-2021                                                                        | Dnipro                                                                          | Ucraina                                                                         | 1 – 0                                                                           | Irlanda del Nord                                                                | Amichevole                                                                      | -1                                                                              |                                                                                 |
| 2-9-2021                                                                        | Vilnius                                                                         | Lituania                                                                        | 1 – 4                                                                           | Irlanda del Nord                                                                | Qual. Mondiali 2022                                                             | -1                                                                              |                                                                                 |
| 8-9-2021                                                                        | Belfast                                                                         | Irlanda del Nord                                                                | 0 – 0                                                                           | Svizzera                                                                        | Qual. Mondiali 2022                                                             | -                                                                               |                                                                                 |
| 9-10-2021                                                                       | Lancy                                                                           | Svizzera                                                                        | 2 – 0                                                                           | Irlanda del Nord                                                                | Qual. Mondiali 2022                                                             | -2                                                                              |                                                                                 |
| 12-10-2021                                                                      | Sofia                                                                           | Bulgaria                                                                        | 2 – 1                                                                           | Irlanda del Nord                                                                | Qual. Mondiali 2022                                                             | -2                                                                              |                                                                                 |
| 12-11-2021                                                                      | Belfast                                                                         | Irlanda del Nord                                                                | 1 – 0                                                                           | Lituania                                                                        | Qual. Mondiali 2022                                                             | -                                                                               |                                                                                 |
| 15-11-2021                                                                      | Belfast                                                                         | Irlanda del Nord                                                                | 0 – 0                                                                           | Italia                                                                          | Qual. Mondiali 2022                                                             | -                                                                               | 33’                                                                             |
| 29-3-2022                                                                       | Belfast                                                                         | Irlanda del Nord                                                                | 0 – 1                                                                           | Ungheria                                                                        | Amichevole                                                                      | -1                                                                              |                                                                                 |
| 2-6-2022                                                                        | Belfast                                                                         | Irlanda del Nord                                                                | 0 – 1                                                                           | Grecia                                                                          | UEFA Nations League 2022-2023 - 1º turno                                        | -1                                                                              |                                                                                 |
| 5-6-2022                                                                        | Larnaca                                                                         | Cipro                                                                           | 0 – 0                                                                           | Irlanda del Nord                                                                | UEFA Nations League 2022-2023 - 1º turno                                        | -                                                                               |                                                                                 |
| 9-6-2022                                                                        | Pristina                                                                        | Kosovo                                                                          | 3 – 2                                                                           | Irlanda del Nord                                                                | UEFA Nations League 2022-2023 - 1º turno                                        | -3                                                                              |                                                                                 |
| 24-9-2022                                                                       | Belfast                                                                         | Irlanda del Nord                                                                | 2 – 1                                                                           | Kosovo                                                                          | UEFA Nations League 2022-2023 - 1º turno                                        | -1                                                                              |                                                                                 |
| 27-9-2022                                                                       | Atene                                                                           | Grecia                                                                          | 3 – 1                                                                           | Irlanda del Nord                                                                | UEFA Nations League 2022-2023 - 1º turno                                        | -3                                                                              |                                                                                 |
| 23-3-2023                                                                       | Serravalle                                                                      | San Marino                                                                      | 0 – 2                                                                           | Irlanda del Nord                                                                | Qual. Euro 2024                                                                 | -                                                                               |                                                                                 |
| 26-3-2023                                                                       | Belfast                                                                         | Irlanda del Nord                                                                | 0 – 1                                                                           | Finlandia                                                                       | Qual. Euro 2024                                                                 | -1                                                                              |                                                                                 |
| 16-6-2023                                                                       | Copenaghen                                                                      | Danimarca                                                                       | 1 – 0                                                                           | Irlanda del Nord                                                                | Qual. Euro 2024                                                                 | -1                                                                              |                                                                                 |
| 19-6-2023                                                                       | Belfast                                                                         | Irlanda del Nord                                                                | 0 – 1                                                                           | Kazakistan                                                                      | Qual. Euro 2024                                                                 | -1                                                                              |                                                                                 |
| 7-9-2023                                                                        | Lubiana                                                                         | Slovenia                                                                        | 4 – 2                                                                           | Irlanda del Nord                                                                | Qual. Euro 2024                                                                 | -4                                                                              |                                                                                 |
| 10-9-2023                                                                       | Astana                                                                          | Kazakistan                                                                      | 1 – 0                                                                           | Irlanda del Nord                                                                | Qual. Euro 2024                                                                 | -1                                                                              |                                                                                 |
| 17-10-2023                                                                      | Belfast                                                                         | Irlanda del Nord                                                                | 0 – 1                                                                           | Slovenia                                                                        | Qual. Euro 2024                                                                 | -1                                                                              |                                                                                 |
| 22-3-2024                                                                       | Bucarest                                                                        | Romania                                                                         | 1 – 1                                                                           | Irlanda del Nord                                                                | Amichevole                                                                      | -                                                                               | 46’                                                                             |
| 26-3-2024                                                                       | Glasgow                                                                         | Scozia                                                                          | 0 – 1                                                                           | Irlanda del Nord                                                                | Amichevole                                                                      | -                                                                               |                                                                                 |
| 8-6-2024                                                                        | Palma di Maiorca                                                                | Spagna                                                                          | 5 – 1                                                                           | Irlanda del Nord                                                                | Amichevole                                                                      | -5                                                                              |                                                                                 |
| 11-6-2024                                                                       | Murcia                                                                          | Irlanda del Nord                                                                | 2 – 0                                                                           | Andorra                                                                         | Amichevole                                                                      | -                                                                               |                                                                                 |
| 5-9-2024                                                                        | Belfast                                                                         | Irlanda del Nord                                                                | 2 – 0                                                                           | Lussemburgo                                                                     | UEFA Nations League 2024-2025 - 1º turno                                        | -                                                                               |                                                                                 |
| 8-9-2024                                                                        | Plovdiv                                                                         | Bulgaria                                                                        | 1 – 0                                                                           | Irlanda del Nord                                                                | UEFA Nations League 2024-2025 - 1º turno                                        | -1                                                                              |                                                                                 |
| Totale                                                                          |                                                                                 | Presenze                                                                        | 48                                                                              |                                                                                 | Reti                                                                            | -60                                                                             |                                                                                 |

## Palmarès

### Club

#### Competizioni nazionali
- Campionato inglese di seconda divisione: 1

Burnley: 2022-2023
- Football League One: 1

Birmingham City: 2024-2025